# Vähä Valkjärvi
Vähä Valkjärvi är en sjö i kommunen Itis i landskapet Kymmenedalen i Finland. Sjön ligger 74,5 meter över havet. Den är 12,5 meter djup. Arean är 1,55 kvadratkilometer och strandlinjen är 7,08 kilometer lång. Sjön  ingår i Kymmene älvs huvudavrinningsområde.   Den ligger omkring 68 km nordväst om Kotka och omkring 110 km nordöst om Helsingfors. 
I sjön finns öarna Kaijakallio och Haukisaari. 